# Новосергеевка (Архаринский район)
В Серышевском районе Амурской области тоже есть село Новосергеевка
Новосерге́евка — село в Архаринском районе Амурской области, административный центр Новосергеевского сельсовета
Основано в 1922 г. Топонимика: первоначально называлось Ганукан — по речке, на которой стоит село. Современное название по фамилии первого старосты села — Сергеева.

## География
Село Новосергеевка расположено к юго-востоку от районного центра Архара. В двух километрах севернее проходит Транссиб.
Дорога к селу Новосергеевка идёт на восток от Архары по автотрассе «Амур» через село Заречное и станцию Богучан, расстояние — 34 км.

## Население
| 2002 | 2010 | 2012 | 2013 | 2014 | 2015 | 2016 |
| ---- | ---- | ---- | ---- | ---- | ---- | ---- |
| 142  | ↘102 | →102 | ↘101 | ↘97  | ↘95  | ↘92  |
| 2017 | 2018 |      |      |      |      |      |
| ↘90  | ↘84  |      |      |      |      |      |

## Инфраструктура
Сельскохозяйственные предприятия Архаринского района.